# Dragoljub Mićunović
Dragoljub Mićunović, en serbe cyrillique Драгољуб Мићуновић (né le 14 juin 1930 à Merdare, près de Kuršumlija, royaume de Yougoslavie), est un homme politique serbe. Il est un des fondateurs du Parti démocratique.

## Biographie
Dragoljub Mićunović a passé son enfance à Skopje. Après l'invasion du royaume de Yougoslavie par les puissances de l'Axe et l'occupation du sud du royaume par la Bulgarie, sa famille se réfugia en Serbie. Après la Seconde Guerre mondiale, Mićunović fut emprisonné pendant deux ans dans le goulag titiste de Goli Otok. Après sa libération, il acheva ses études et, en 1960, il devint assistant à la faculté de philosophie de l'université de Belgrade. Il fit partie du groupe Praxis, un cercle de marxistes humanistes et, en 1975, il fut chassé de la Faculté avec sept autres de ses collègues.
En décembre 1989, Mićunović fit partie du comité fondateur du Parti démocratique, qui s'était donné comme mission de reconstituer l'ancien Parti démocratique (DS). Le 3 février 1990, il devint le premier président du parti ainsi recréé. La même année, aux premières élections multipartites en Serbie, il fut élu député au Parlement de Serbie. En 1991 et 1992, il fut également élu délégué à la Chambre des Républiques de l'Assemblée fédérale de la République de Yougoslavie. Aux élections fédérales de 1992, Mićunović devint membre du Parlement fédéral. 
En 1994, Dragoljub Mićunović fut écarté de la présidence du Parti démocratique et remplacé par Zoran Djindjic. Il quitta alors le parti et, avec un groupe d'intellectuels de premier plan, il créa le Centre pour la démocratique, une organisation non-gouvernementale, qui avait comme but de favoriser le développement de la société civile et l'éducation civique, en vue de préparer des réformes politiques et sociales.
En 1996, Dragoljub Mićunović fonda le Centre démocratique, un nouveau parti dont il fut élu président. La même année, il fut réélu au Chambre des citoyens.
Lors des élections fédérales de 2000, il devint un des chefs de l'Opposition démocratique de Serbie (DOS) et fut de nouveau député. Après le départ de Slobodan Milošević en octobre 2000, Micunović devint président de la Chambre des citoyens de l'Assemblée fédérale. En mars 2003, fut établie la communauté d'États Serbie-et-Monténégro et Dragoljub Mićunović devint président du Parlement de Serbie-et-Monténégro, fonction qu'il exerça jusqu'en 2004.
Dragoljub Mićunović remporta le premier Prix de la tolérance décerné par le ministère des Droits de l'Homme et par RTV B92. En raison du rôle qu'il a joué dans l'admission de la république fédérale de Yougoslavie au Conseil de l'Europe, il a reçu une récompense du Mouvement européen en Serbie.
En 2004, le Centre démocratique de Dragoljub Mićunović a rejoint le Parti démocratique. Mićunović a été l'un des principaux candidats du parti aux élections législatives serbes du 21 janvier 2007. Aux élections législatives anticipées de 2008, il est chargé de conduire la liste Pour une Serbie européenne du président Boris Tadić.